# Svit
Svit (in ungherese Szvit, in tedesco Svit) è una città della Slovacchia facente parte del distretto di Poprad, nella regione di Prešov.